# Eduard Studer
Eduard Studer (* 1. April 1919 in Olten; † 21. September 1992 in Granges-Paccot) war ein Schweizer Germanist und Professor für Germanische Philologie an der Universität Freiburg im Üechtland.

## Wirken
Seine Studien schloss Studer 1950 als Schüler von Friedrich Ranke an der Universität Basel mit einer wissenschaftsgeschichtlichen Dissertation über Leonz Füglistaller, den ersten Schweizer Germanisten, ab. 1955 habilitierte er sich an der Universität Freiburg im Üechtland, wo er von 1958 bis 1988 lehrte. Somit war er der erste Schweizer auf einem germanistischen Lehrstuhl der Universität Freiburg im Üechtland.
Studer förderte die Tätigkeit der Deutschfreiburgischen Arbeitsgemeinschaft, in der er sich auch selber engagierte. Zusammen mit Peter Boschung entwickelte er orthographische Regeln zum Schreiben der Sensler Mundart.
Auf ihn geht zudem die Benennung des Schiffenensees von 1964 zurück.
Einen weiteren Schwerpunkt seiner Forschungen im Bereich der mittelalterlichen Literatur betraf den Stoff um Tristan und Isolde.

## Publikationen (Auswahl)
- Leonz Füglistaller, 1768–1840, Stiftspropst in Luzern. Paulusverlag, Freiburg im Üechtland 1951 (Zeitschrift für schweizerische Kirchengeschichte. Beiheft 8).
- Leonz Füglistaller, 1768–1840, Leben und germanistische Arbeiten. Diss. Basel, Freiburg im Üechtland 1952.
- Franz Josef Stalder. Zur Frühgeschichte volkskundlicher und dialektvergleichender Interessen. In: Schweizerisches Archiv für Volkskunde. Bd. 50 (1954), S. 125–227. doi:10.5169/seals-114910
- Sprachliche Stationen auf dem Weg zum Deutsch der Schilling-Chronik. In: Alfred A. Schmid (Hrsg.): Die Schweizer Bilderchronik des Luzerners Diebold Schilling, 1513. Faksimile-Verlag, Luzern 1981, ISBN 3-85672-018-9, S. 585–601.
- Wernher Schodolers Sprache. In: Walther Benz (Hrsg.): Die Eidgenössische Chronik des Wernher Schodoler, um 1510 bis 1535. Bd. 3. Faksimile-Verlag, Luzern 1983, S. 397–401.
- Von mancherlei Schwierigkeiten, den Gral zu finden. Abschiedsvorlesung, gehalten an der Universität Freiburg Schweiz am 22. Juni 1988. Universitätsverlag, Freiburg im Üechtland 1989, ISBN 3-7278-0639-7.